# Juki Ocu
Juki Ocu (japonsko 大津 祐樹), japonski nogometaš, * 24. marec 1990.
Za japonsko reprezentanco je odigral dve uradni tekmi.